# John Slessor
John Cotesworth Slessor (ur. 3 czerwca 1897 w Ranikhet w Indiach, zm. 12 lipca 1979 w Wroughton w Anglii) – marszałek Królewskich Sił Powietrznych (RAF), jeden z najbardziej wpływowych dowódców lotnictwa alianckiego podczas II wojny światowej.
Chromy z powodu przebytej w dzieciństwie choroby Heinego-Medina, został początkowo uznany za niezdolnego do służby wojskowej. Podczas I wojny światowej, dzięki wpływowym znajomościom (ojciec był oficerem armii brytyjskiej), dostał przydział do Królewskiego Korpusu Powietrznego (RFC). W latach 1915–1918 jako lotnik walczył na frontach w Afryce (w Sudanie) oraz we Francji. Od 1920 w RAF pełnił funkcje dowódcze na różnych szczeblach. Rozgłos przyniosła mu książka Air Power and Armies z dziedziny taktyki wojskowej, w której szczególny nacisk położył na rolę lotnictwa bombowego w demoralizowaniu oddziałów wrogiej armii. Od 1937 w brytyjskim Ministerstwie Lotnictwa. Podczas II wojny światowej obejmował kolejno stanowiska: zastępcy szefa sztabu Sił Powietrznych w latach 1942–1943 (zaangażowany w śledztwo w sprawie katastrofy lotniczej, w której zginął generał Władysław Sikorski), dowódcy Obrony Wybrzeża RAF (1943–1944) oraz dowódcy szefa sztabu RAF rejonów: śródziemnomorskiego i bliskowschodniego (1944–1945). W tym okresie decydował między innymi o dostawach lotniczych dla powstania warszawskiego z lotnisk położonych we Włoszech. Był przeciwnikiem zorganizowania pomocy dla Warszawy na szeroką skalę ze względu na wysokie straty ponoszone w takich wyprawach przez lotnictwo brytyjskie. 
Po wojnie nadal związany bardzo mocno z lotnictwem wojskowym – pełnił między innymi obowiązki oficera odpowiedzialnego za skład kadr i szkolenie żołnierzy RAF (1945–1947). Po uzyskaniu stopnia marszałka, został szefem sztabu Sił Powietrznych RAF (1950–1952).